# Кондратов, Эдуард Михайлович
Эдуард Михайлович Кондра́тов (23 июля 1933, Могилёв, Белорусская ССР, СССР — 9 ноября 2010, Самара, Российская Федерация) — советский и российский писатель и журналист.

## Биография
В 1956 году окончил Ленинградский госуниверситет (отделение русского языка и литературы). Работал в куйбышевских газетах («Волжский комсомолец», «Волжская коммуна») и других СМИ, в том числе собкором газеты «Известия» в ряде регионов СССР и РФ (Туркмения, Молдавия и Куйбышев). Был старшим редактором на Куйбышевском ТВ. В 1962 году стал одним из основателей куйбышевского Городского молодёжного клуба (ГМК-62), входил в Правление клуба.
Среди самых популярных книг исторические и детективные боевики советского периода: «По багровой тропе Эльдорадо», «Тревожные ночи в Самаре», эпопея «Жестокий год».
Сценарист, сорежиссёр и исполнитель эпизодической роли в телесериале о самарских чекистах «Тревожные ночи в Самаре» (1969).
Скоропостижно скончался 9 ноября 2010 года в Самаре.

## Семья
- Отец — Кондратов Михаил Авдеевич родился в д. Прибережье (Быховский район, Могилёвская область, Белоруссия). В годы Великой Отечественной войны — начальник штаба 92 истребительного авиационного полка, погиб 23 декабря 1943 года. Похоронен в братской могиле в деревне Майское Жлобинского района Гомельской области, Беларусь[4].
- Мать — Кондратова Тамара Дмитриевна
- Брат — Кондратов, Александр Михайлович (3 октября 1937, Смоленск — 16 апреля 1993, Санкт-Петербург) —- советский и российский лингвист, биолог, журналист и поэт.
- Жена — Кондратова (Хрищенко) Елена Игнатьевна

## Награды и звания
- Заслуженный работник культуры Российской Федерации.
- В 1988 году роман «Жестокий год» был удостоен звания лучшего произведения о работниках ЧК-КГБ СССР на Всесоюзном конкурсе в честь 70-летия ВЧК-КГБ СССР, а его автор — золотой медали.
- В декабре 2003 года Эдуард Кондратов получил I премию Всероссийского конкурса журналистов, пишущих на темы защиты прав человека, за статью «Рынок помилования открылся. Сколько стоит подпись президента?»
- 26 апреля 2011 года присвоено звание «Почётный гражданин городского округа Самара»[5].

## Память
- 23 июля 2012 года в Самаре у дома № 19 по ул. Ульяновской прошла церемония открытия памятной доски Кондратову Эдуарду Михайловичу. Эта дата была выбрана не случайно, в этот день Эдуарду Михайловичу исполнилось бы 79 лет.
- В Самаре учреждена премия имени Эдуарда Кондратова за достижения в области литературы и журналистики. 8 октября 2013 г. прошла церемония награждения победителей конкурса имени Кондратова по двум номинациям: «Литература» и «Журналистика». Конкурс учреждён Администрацией городского округа Самары и областной организацией Союза журналистов России. Премии первым лауреатам вручали мэр Самары Дмитрий Азаров, председатель Самарской областной организации Союза журналистов России Ирина Цветкова и вдова писателя Елена Игнатьевна[6].